# منطقه حفاظت‌شده بلس‌کوه
منطقهٔ حفاظت‌شدهٔ بلس‌کوه یک منطقهٔ حفاظت‌شده با مساحت ۱۱۲۳۴ هکتار است که در استان مازندران در ایران قرار دارد. این منطقهٔ حفاظت‌شده طبق مصوبهٔ شمارهٔ ۶۸۰ در تاریخ ۱۳۸۰/۷/۲۵ در فهرست مناطق تحت حفاظت سازمان محیط زیست ایران قرار گرفت.